# 高坡街街道
高坡街街道，是中华人民共和国湖南省怀化市洪江市下辖的一个街道，由怀化市直辖的洪江管理区实际管辖。

## 行政区划
高坡街街道下辖以下地区：
桐油湾社区、长岭界社区和高坡街社区。